# John Schulian
John Schulian est un scénariste, producteur et réalisateur américain.

## Filmographie

### Scénariste
- 1986 : La Loi de Los Angeles (série télévisée) : (Saison 1)
- 1986 : Deux flics à Miami (série télévisée) : (Saison 3)
- 1987 : Deux flics à Miami (série télévisée) : (Saison 4)
- 1991 : La Voix du silence (série télévisée) : (Saison 1)
- 1994 : Hercule (série télévisée) : (Saison 1)
- 1995 : Hercule (série télévisée) : (Saison 2)
- 1996 : Hercule (série télévisée) : (Saison 3)
- 1996 : Xena, la guerrière (série télévisée) : (Saison 2)
- 1999 : JAG (série télévisée) : (Saison 5)
- 2001 : Au-delà du réel : L'aventure continue (série télévisée) : (Saison 7)
- 2001 : Tremors (série télévisée) : (Saison 1)

### Producteur
- 1991 : La Voix du silence (série télévisée) : (Saison 1)

### Réalisateur
- 1995 : Hercule (série télévisée) : (Saison 2)